# Rapid Juliana Combinatie
Maillots
Rapid JC, de son nom complet Rapid Juliana Combinatie, est un club de football néerlandais situé à Kerkrade et fondé le 14 novembre 1954, à la suite de la fusion de Juliana avec Rapid '54.
Le club disparaît en 1962 lorsqu'il fusionne avec Roda Sport pour donner naissance au Roda JC.

## Histoire

### Juliana
Le premier des ancêtres de Rapid JC est le VV Juliana (nl). Ce club est fondé le 20 juillet 1910.
Juliana rejoint la NVB en 1920 et participe pour la première fois à l'élite du football néerlandais, la Eerste Klasse, en 1934-1935.
En raison de l'occupation allemande lors de la Seconde Guerre mondiale, les noms faisant référence à la royauté néerlandaise sont interdits. Juliana change de nom entre en 1942 et 1945, et s'appelle alors Spekholzerheide.

### Rapid '54
Au début des années 1950, la KNVB refuse toujours le football professionnel. Une fédération concurrente, qui autorise le football professionnel, est créée au début de l'année 1954. Elle prend le nom de NBVB et organise son propre championnat pour la saison 1954-1955.
Des clubs qui avaient été fondés en amont, parfois dès la fin 1953, prennent part à ce championnat. L'un d'eux est le Rapid '54 qui est basé à Kerkrade dans le quartier de Kaalheide.

### Fusions
|  |  | SV Kerkrade 1926-1954 | SV Kerkrade 1926-1954 | SV Kerkrade 1926-1954 | SV Kerkrade 1926-1954 | SV Kerkrade 1926-1954 | SV Kerkrade 1926-1954 |                      |                      | VV Bleijerheide 1914-1954 | VV Bleijerheide 1914-1954 | VV Bleijerheide 1914-1954 | VV Bleijerheide 1914-1954 | VV Bleijerheide 1914-1954 | VV Bleijerheide 1914-1954 |  |  | VV Juliana 1910-1954 | VV Juliana 1910-1954 | VV Juliana 1910-1954 | VV Juliana 1910-1954 | VV Juliana 1910-1954 | VV Juliana 1910-1954 |                    |                    | Rapid '54 1954     | Rapid '54 1954     | Rapid '54 1954 | Rapid '54 1954 | Rapid '54 1954 | Rapid '54 1954 |  |  |  |  |  |  |  |  |  |  |  |  |  |  |  |  |  |  |  |  |  |  |  |  |
|  |  | SV Kerkrade 1926-1954 | SV Kerkrade 1926-1954 | SV Kerkrade 1926-1954 | SV Kerkrade 1926-1954 | SV Kerkrade 1926-1954 | SV Kerkrade 1926-1954 |                      |                      | VV Bleijerheide 1914-1954 | VV Bleijerheide 1914-1954 | VV Bleijerheide 1914-1954 | VV Bleijerheide 1914-1954 | VV Bleijerheide 1914-1954 | VV Bleijerheide 1914-1954 |  |  | VV Juliana 1910-1954 | VV Juliana 1910-1954 | VV Juliana 1910-1954 | VV Juliana 1910-1954 | VV Juliana 1910-1954 | VV Juliana 1910-1954 |                    |                    | Rapid '54 1954     | Rapid '54 1954     | Rapid '54 1954 | Rapid '54 1954 | Rapid '54 1954 | Rapid '54 1954 |  |  |  |  |  |  |  |  |  |  |  |  |  |  |  |  |  |  |  |  |  |  |  |  |
|  |  |                       |                       |                       |                       |                       |                       |                      |                      |                           |                           |                           |                           |                           |                           |  |  |                      |                      |                      |                      |                      |                      |                    |                    |                    |                    |                |                |                |                |  |  |  |  |  |  |  |  |  |  |  |  |  |  |  |  |  |  |  |  |  |  |  |  |
|  |  |                       |                       |                       |                       |                       |                       |                      |                      |                           |                           |                           |                           |                           |                           |  |  |                      |                      |                      |                      |                      |                      |                    |                    |                    |                    |                |                |                |                |  |  |  |  |  |  |  |  |  |  |  |  |  |  |  |  |  |  |  |  |  |  |  |  |
|  |  |                       |                       |                       |                       | Roda Sport 1954-1962  | Roda Sport 1954-1962  | Roda Sport 1954-1962 | Roda Sport 1954-1962 | Roda Sport 1954-1962      | Roda Sport 1954-1962      |                           |                           |                           |                           |  |  |                      |                      |                      |                      | Rapid JC 1954-1962   | Rapid JC 1954-1962   | Rapid JC 1954-1962 | Rapid JC 1954-1962 | Rapid JC 1954-1962 | Rapid JC 1954-1962 |                |                |                |                |  |  |  |  |  |  |  |  |  |  |  |  |  |  |  |  |  |  |  |  |  |  |  |  |
|  |  |                       |                       |                       |                       | Roda Sport 1954-1962  | Roda Sport 1954-1962  | Roda Sport 1954-1962 | Roda Sport 1954-1962 | Roda Sport 1954-1962      | Roda Sport 1954-1962      |                           |                           |                           |                           |  |  |                      |                      |                      |                      | Rapid JC 1954-1962   | Rapid JC 1954-1962   | Rapid JC 1954-1962 | Rapid JC 1954-1962 | Rapid JC 1954-1962 | Rapid JC 1954-1962 |                |                |                |                |  |  |  |  |  |  |  |  |  |  |  |  |  |  |  |  |  |  |  |  |  |  |  |  |
|  |  |                       |                       |                       |                       |                       |                       |                      |                      |                           |                           |                           |                           |                           |                           |  |  |                      |                      |                      |                      |                      |                      |                    |                    |                    |                    |                |                |                |                |  |  |  |  |  |  |  |  |  |  |  |  |  |  |  |  |  |  |  |  |  |  |  |  |
|  |  |                       |                       |                       |                       |                       |                       |                      |                      |                           |                           |                           |                           |                           |                           |  |  |                      |                      |                      |                      |                      |                      |                    |                    |                    |                    |                |                |                |                |  |  |  |  |  |  |  |  |  |  |  |  |  |  |  |  |  |  |  |  |  |  |  |  |
|  |  |                       |                       |                       |                       |                       |                       |                      |                      |                           |                           |                           |                           | Roda JC Depuis 1962       |                           |  |  |                      |                      |                      |                      |                      |                      |                    |                    |                    |                    |                |                |                |                |  |  |  |  |  |  |  |  |  |  |  |  |  |  |  |  |  |  |  |  |  |  |  |  |

En octobre 1954 la KNVB autorise le professionnalisme et les deux championnats concurrents sont stoppés. Comme il est décidé de fusionner les deux fédérations ainsi que les deux championnats pour entamer une restructuration du football néerlandais, les trois clubs de Kerkrade et de Heerlen, membres de la KNVB, et Rapid '54 de la NBVB, envisagent de fusionner. Deux fusions naissent de ces pourparlers : Roda Sport et le 14 novembre 1954 le Rapid JC, fusion de Juliana avec Rapid '54,.
Les couleurs du nouveau club sont le rouge et le blanc, les couleurs du Rapid '54.
Le club va jouer sans discontinuer dans l'élite. Il est champion en 1956, et vice-champion en 1959.
Lors de sa dernière saison, l'équipe finit dernière du championnat et décide de fusionner avec Roda Sport.

## Palmarès
| Compétitions nationales                                                   |
| ------------------------------------------------------------------------- |
| - Championnat des Pays-Bas (1) : - Champion : 1956 - Vice-champion : 1959 |

## Infrastructures
Le club joue au Sportpark Kaalheide (nl), à Kerkrade, qui était jusqu'alors le stade de Juliana et de Rapid '54.
Des tractations ont lieu à un moment pour déménager à Heerlen sans que jamais rien ne se concrétise.